# Thirteen Senses
Thirteen Senses é uma banda britânica de rock alternativo de Penzance, Cornualha. O grupo lançou o álbum "The Invitation" em 27 de Setembro de 2004, juntamente com vários singles: "Thru The Glass", "Do No Wrong", "Into the Fire" e "The Salt Wound Routine", dos quais os três primeiros atingiram o Top 40 do Reino Unido.
Seu segundo álbum, Contact, foi lançado em abril de 2007. Thirteen Senses são a única banda Cornualha a ter uma música no Top 20.

## Membros da Banda
- Will South (Vocal, Piano, Guitarra)

William David South nasceu no dia 14 de Fevereiro de 1983, em St. Levan
- Tom Welham (Guitarra, Segunda Voz)

Thomas William Welham nasceu no dia 14 de Maio de 1983, em Penzance
- Adam Wilson (Baixo)

Adam Michael Wilson nasceu no dia 18 de Setembro de 1982, em St. Just
- Brendon James (Baterias, Percussão)

Brendon Arthur James nasceu no dia 30 de Junho de 1983, em Camborne

## Formação e primeiros anos
Thirteen Senses começou como Soul Magician (Alma Magica), quando Will South começou a escrever canções e mostrou-as para Adam Wilson. Ele, por sua vez gostou das músicas e deixou a outra banda na qual ele era membro para se juntar ao amigo. Soul Magician decolou quando Will e Adam conheceram Tom Welham. Mas a formação da banda só ficou completa quando Brendon James se juntou para assumir as funções da percussão.

## Soul Magician
Em 2002 Soul Magician lançou o primeiro EP intitulado A Healing Mind, no qual consistia em quatro faixas, o EP foi produzido por Leon Phillips. Mais tarde foi lançada um lado-B. Uma das faixas, Attracting Submission é encontrada no vinyl do EP Do no Wrong.
Ainda em 2002, a banda lançou o segundo EP intitulado No Other Life is Attractive contendo cinco faixas. Durante esse período de produção das músicas, surgiu a ideia de mudar o nome da banda. Depois de todos entrarem em um consenso, Soul Magician se tornou Thirteen Senses. Produzido por Dare Mason, esse se tornou o primeiro lançamento da banda com novo nome. Quatro das faixas foram lançadas como Lados-B, com exceção de Sound.

## Thirteen Senses
- Falls In The Dark

Em abril de 2009, o segundo lançamento da Thirteen Senses foi Falls In The Dark (Caindo no Escuro), um álbum demo independente produzido pela própria banda e definido como rock alternativo. O álbum contem 14 faixas e entre elas estão Into The Fire, Thru The Glass e Do No Wrong.
- The Invitation

Em 27 de Setembro de 2007, a banda anunciava o lançamento do primeiro álbum oficial. The Invitation (O Convite) foi produzido Danton Supple e lançado pela Mercury Records atingido a posição #14 dos melhores álbuns do Reino Unido. Into The Fire foi usado como single ganhando vídeo clipe e se tornando o maior sucesso da banda sendo usado no trailer da segunda temporada da série americana Rescue Me, no episódio piloto de Grey's Anatomy, em The 4400, em um episódio de Pretty Little Liars, em um clipe feito por Jim Carrey para o MTV Movie Awards 2006 e na Match of the Day da BBC One, além de ter aparecido na trilha sonora do filme de aviação francês, Os Cavaleiros do Ar.
- Contact

Lançado no Reino Unido em 2 de abril de 2007, Contact (Contato) é o segundo álbum produzido por Danton Supple, que inclui o single All The Love In Your Hands. O álbum tinha sido inicialmente previsto para lançamento em 22 de janeiro, mas devido a mais canções que foram escritas e gravadas, o lançamento foi adiado.
A banda emitiu uma declaração em 12 de Dezembro pedindo desculpas pelo atraso e explicando que "Nossa criatividade continuou a fluir, e que surgiu com mais algum material que não podíamos ignorar. Como resultado, nós tivemos que gravar essas músicas que levam a prazos de produção perdidas". Como resultado disto, Talking To Sirens foi adicionada ao registro final e a canção Final Call a partir do lançamento do CD promocional do álbum foi retirado.
Seis das faixas do álbum foram disponibilizadas por um curto período de tempo a partir de 6 de outubro de 2006 no site oficial da Thirteen Senses. Estes eram faixas 1,2,4,5,6 e 9. Uma delas Follow Me foi usada na estreia da segunda temporada da série americana Kyle XY.
- Crystal Sounds

O terceiro álbum da banda foi lançado no dia 21 de Fevereiro de 2011. Crystal Sounds foi gravado e produzido pela banda em seu próprio estúdio. Dois singles foram lançados pela banda, Loneliest Star e Home, que foram usados em episódios da série americana Kyle XY. O álbum contem 15 faixas incluindo Reputation, exclusiva para compras no iTunes
- A Stranger Encounter

Três anos se passaram e finalmente foi anunciado que no dia 14 de Maio de 2014, seria lançado o quarto álbum de estúdio da banda. A Strange Encounter recebeu uma revisão do critico Norman Fleische logo apos o lançamento:
```
Por outro lado 
A Strange Encounter
 de alguma forma, também mostra a banda libertando-se de todas as expectativas. Mas de alguma forma o album se parece com uma onda final de uma banda talentosa que precisa de um novo começo desesperadamente. Isto dá à Thirteen Senses um sabor, de alguma forma, agridoce. E, ironicamente, é o ambiente mais adequado para a sua música.
```

## Musicas e Turnês
No início de 2004, e antes de The Invitation, Thirteen Senses lançou seu primeiro single, Thru the Glass. Este foi lançado em CD e vinil. O lado B era idêntico em ambas as versões. Mais tarde o próximo single foi Do No Wrong que alcançou o número 38 nas paradas do Reino Unido. E para promovê-lo, Thirteen Senses saiu em turnê, incluindo um show Baile no Salão da Cornualha, em Truro.
O terceiro single da banda foi Into the Fire. A música também foi lançada em dois CDs e vinil, usada em várias series e programas de TV. Depois disso, veio a re-lançamento de Thru The Glass, que jogou o grupo para o Top 20 do Reino Unido.
A banda excursionou tanto no Reino Unido quanto na Europa em 2005 e fez várias aparições em festivais como no Glastonbury, T in the Park e V Festival. A banda passou grande parte da última parte de 2005 e início de 2006 no estúdio de gravação, trabalhando em seu próximo álbum, Contact. Depois de se apresentar em três shows pré-álbum no The Luminaire em Londres, a banda produziu nova faixas.
Em 28 de agosto de 2007 Thirteen Senses anunciou através de seu site que eles tinham começado a gravar o seu terceiro álbum, e entre Abril a Julho de 2008 eles disponibilizaram amostras de 8 gravações demo em sua página no MySpace. Depois de vários meses sem contato oficial da banda, em 28 de Maio de 2009, Brendon James anunciou que seu terceiro álbum de estúdio estava perto de conclusão, "Tudo indo bem, lançamento para dentro dos próximos 2-3 meses".
Em 16 de Março de 2010, a banda fez seu terceiro álbum, Crystal Sounds, disponível para ouvir no site oficial da banda, www.thirteensenses.com. Um dia depois, eles anunciaram  na sua página do MySpace que o álbum estaria disponível para ouvir "por um tempo limitado". A versão física de Crystal Sounds foi lançada em 21 de Fevereiro de 2011, com quatro faixas que não constam da liberação antecipada.
Em 27 de fevereiro de 2013, a banda anunciou através do Facebook e Twitter que 
"O trabalho em um novo álbum está chegando a sua conclusão ... mais notícias em breve ...!" 
E em 6 de Fevereiro de 2014, a banda anunciou através do Facebook e Twitter que o novo álbum A Strange Encounter seria lançado em 5 de Maio de 2014.

## Discografia
Álbuns
- The Invitation (27 de Setembro de 2004) Mercury #14 nas rádios do Reino Unido[3]
- Contact (2 de Abril de 2007) Mercury #76 nas radios
- Crystal Sounds (21 de Fevereiro de 2011) B-Sirius
- A Strange Encounter (5 de Maio de 2014) B-Sirius

Demos e EP
- Inside A Healing Mind EP (2002)

(Ainda com o nome de Soul Magician)
1. Glow – 4:27
2. Bittersweet – 4:17
3. Attracting Submission – 2:04
4. The Spring – 3:50

- No Other Life Is Attractive EP (Dezembro de 2002)

1. No Other Life Is Attractive – 5:47
2. Little Unrest – 5:39
3. The Questions – 5:02
4. Sound – 7:34
5. Falling To The Ground – 6:36

- Falls In The Dark Demo Álbum (Abril de 2003)

| Ano  | Música                     | Álbum             | Posição |
| ---- | -------------------------- | ----------------- | ------- |
| 2004 | Thru The Glass             | Falls In The Dark | -       |
| 2004 | Do No Wrong                | The Invitation    | #38     |
| 2004 | Into The Fire              | The Invitation    | #35     |
| 2005 | Thru The Glass             | The Invitation    | #18     |
| 2005 | The Sault Wound Routine    | The Invitation    | #45     |
| 2007 | All The Love In Your Hands | Contact           | #108    |
| 2007 | Follow Me                  | Contact           | -       |
| 2011 | The Loniest Star           | Crystal Sounds    | -       |
| 2011 | Home                       | Crystal Sounds    | -       |

## Videografia
- Thru The Glass [primeira versão] (2004)
- Do No Wrong (2004)
- Into The Fire (2004)
- Thru The Glass [segunda versão] (2005)
- Thru The Glass [versão alternativa] (2005)
- The Salt Wound Routine (2005)
- All The Love In Your Hands (2007)
- Follow Me (2007)
- The Loneliest Star (2011)
- Home (2011)Referências

1. ↑  «Without a Trace: In the Dark». TV.com. Consultado em 29 de setembro de 2016
2. ↑  «ER: The Show Must Go On». TV.com. Consultado em 29 de setembro de 2016
3. ↑  Roberts, David (2006). British Hit Singles & Albums(19th ed.). London: Guinness World Records Limited. p. 556. ISBN 1-904994-10-5.